# Kalamatianos
La danza kalamatianos es una de las danzas tradicionales más conocidas de Grecia. Es pan-helénica y se baila en la mayoría de acontecimientos sociales. El nombre parece indicar un origen en la ciudad de Kalamata, al sur del Peloponeso Tiene elementos en común con otras muchas manifestaciones de danza de la Península Balcánica. Utiliza siempre un patrón rítmico de siete tiempos organizados de forma 3+2+2. Se baila, pues, en música con un caso concreto de ritmo aksak. 

## Historia
Sus raíces ya se encuentran a la antigüedad. Homero a la Ilíada ya describe unas danzas interpretadas en círculo abierto. A la antigua Esparta  había una danza llamada ormos que era una danza en el estilo del syrto que describe con detalle Xenofont en la cual una mujer conduce un hombre a la danza utilizando un pañuelo. Loukianos establece que este "ormos" era bailado por hombres y mujeres jóvenes en círculo abierto. Los hombres lo habrían bailado de manera más enérgica y las mujeres de forma más suave. 
En el siglo XIX esta danza se denominaba "Syrtos O peloponisios" y no habría estado hasta más tarde que habría adquirido el nombre actual, en sintonía con la costumbre de Grecia de denominar las danzas con relación a sus lugares de origen. Las canciones a ritmo de Kalamatianos son muy extendidas y populares. Algunas de las más conocidas son Samiotissa, Mandili Kalamatiano, Milo Mueve Kokkino, Tono Papaki, Mueve Pariggile Tono Aithoni, Diamandi Dachtilidi, Ola Tu Poulakia, etc.

## Texto
Milo Mou Kokkino una canción tradicional en ritmo de kalamatianos proveniente de Macedonia occidental.
Μήλο μου κόκκινο, ρόιδο βαμμένο (x2)
Γιατί με μάρανες το πικραμένο
Παένω κ’ έρχομαι μα δεν βρίσκω (x2)
Βρίσκω την πόρτα σου μανταλομένη
Τα παραθυρούδια σου φεγγοβολούνε (x2)
Ρωτάω την πόρτα σου, που πάει η κυρά σου
Κυρά μ’ δεν είναι ‘δώ, πάησε στην βρύση (x2)
Πάησε να βρει νερό και να γεμίσει

### Transcripción
Milo mu kokkino, roido vameno,
yiati me maranes, tono pikrameno.
Paeno kerhome, mi den se vrisko
vrisko tin lleva su mandalomeni.
Tu parathiroudia su fengovolune
rotao tin lleva su, pu pai y kira su
Kiram den ine edo, paise stin vrisi
Paise na vri mero ke na yemisi.